# Manfred Buhr
Manfred Buhr (22. února 1927, Kamenec – 22. října 2008, Berlín) byl německý marxisticko-leninský filozof a historik filosofie, člen Akademie věd NDR a zahraniční člen Akademie věd SSSR. Buhr nejprve získal střední vzdělání na obchodní škole. V roce 1944 se stal členem NSDAP s členským číslem 9978129. Poté byl povolán do wehrmachtu. V roce 1945 vstoupil do Komunistické strany Německa a v roce 1946 se stal členem SED. Od roku 1965 byl registrován jako neoficiální spolupracovník Stasi pod krycím jménem „Rehbein“. V letech 1970–1990 působil jako ředitel Filozofického ústavu Akademie věd NDR. 

## Výběr z díla
- Der Übergang von Fichte zu Hegel, 1965
- Immanuel Kant, 1968
- Größe und Grenzen der Philosophie Immanuel Kants, 1974
- Zur Philosophie von Gottfried Wilhelm Leibniz, Spektrum 7–8/1975, Seite 34 ff.
- Vernunft – Mensch – Geschichte, 1977
- Vernünftige Geschichte, 1986
- Eingriffe – Stellungnahmen – Äußerungen. Zur Geschichte und gesellschaftlichen Funktion von Philosophie und Wissenschaft, 1987
- (Hrsg.) Europa und die geistige Situation der Zeit. Beiträge zum geistigen europäischen Erbe, 2000

### České překlady
- Filozofický slovník: A-N. (původním názvem: Philosophisches Wörterbuch). Redakce : Georg Klaus, Manfred Buhr; překlad : Karel Berka, Vladimír Čechák, František Čížek, Miloš Havelka, Jaromir Janoušek, Jaromir Novotný, Jaroslava Pešková, Jiří Pešek, Jiří Šíma, Otto Vochoč. 1. vyd. Svazek I. Praha: Svoboda, 1985. 457 s.
- Filozofický slovník: O-Z. (původním názvem: Philosophisches Wörterbuch). Redakce : Georg Klaus, Manfred Buhr; překlad : Karel Berka, Vladimír Čechák, František Čížek, Miloš Havelka, Jaromir Janoušek, Jaromir Novotný, Jaroslava Pešková, Jiří Pešek, Jiří Šíma, Otto Vochoč. 1. vyd. Svazek II. Praha: Svoboda, 1985. 481 s.